# Cantón de Lorgues
El cantón de Lorgues era una división administrativa francesa, que estaba situada en el departamento de Var y la región de Provenza-Alpes-Costa Azul.

## Composición
El cantón estaba formado por cuatro comunas:
- Les Arcs
- Le Thoronet
- Lorgues
- Taradeau

## Supresión del cantón de Lorgues
En aplicación del Decreto nº 2014-270 de 27 de febrero de 2014, el cantón de Lorgues fue suprimido el 22 de marzo de 2015 y sus 4 comunas pasaron a formar parte; tres del nuevo cantón de Vidauban y una del nuevo cantón de Le Luc.